# Amauridia paganacalis
Amauridia paganacalis är en fjärilsart som beskrevs av William Schaus 1916. Amauridia paganacalis ingår i släktet Amauridia och familjen nattflyn. Inga underarter finns listade i Catalogue of Life.